# Charles Henry Darling
Charles Henry Darling (født 19. februar 1809, død 25. januar 1870) var en britisk guvernør.
Darling uddannede sig ved Royal Military Academy Sandhurst og tjente i militæret i Barbados, Windward Islands og Jamaica ved 57. infanteriregiment. Han startede sin kolonitjeneste, mens han var i Jamaica og blev viceguvernør på St. Lucia i 1847. Han blev guvernør i Kapkolonien i Sydafrika i 1851 og i Newfoundland i 1855.
Darling støttede britiske forslag, som gav franskmændene flere fiskerirettigheder i farvandene ved Newfoundland mellem Cape St. John og Cape Ray.
Dette stred mod Newfoundland-regeringens ønsker, og det endte med, at han måtte slutte i embedet.
Han blev guvernør og chefkaptajn i Jamaica i 1857, før han blev guvernør i Victoria i Australien fra 1863 til 1866.